# Liste des ascenseurs à bateaux
Pour un article plus général, voir Ascenseur à bateaux.

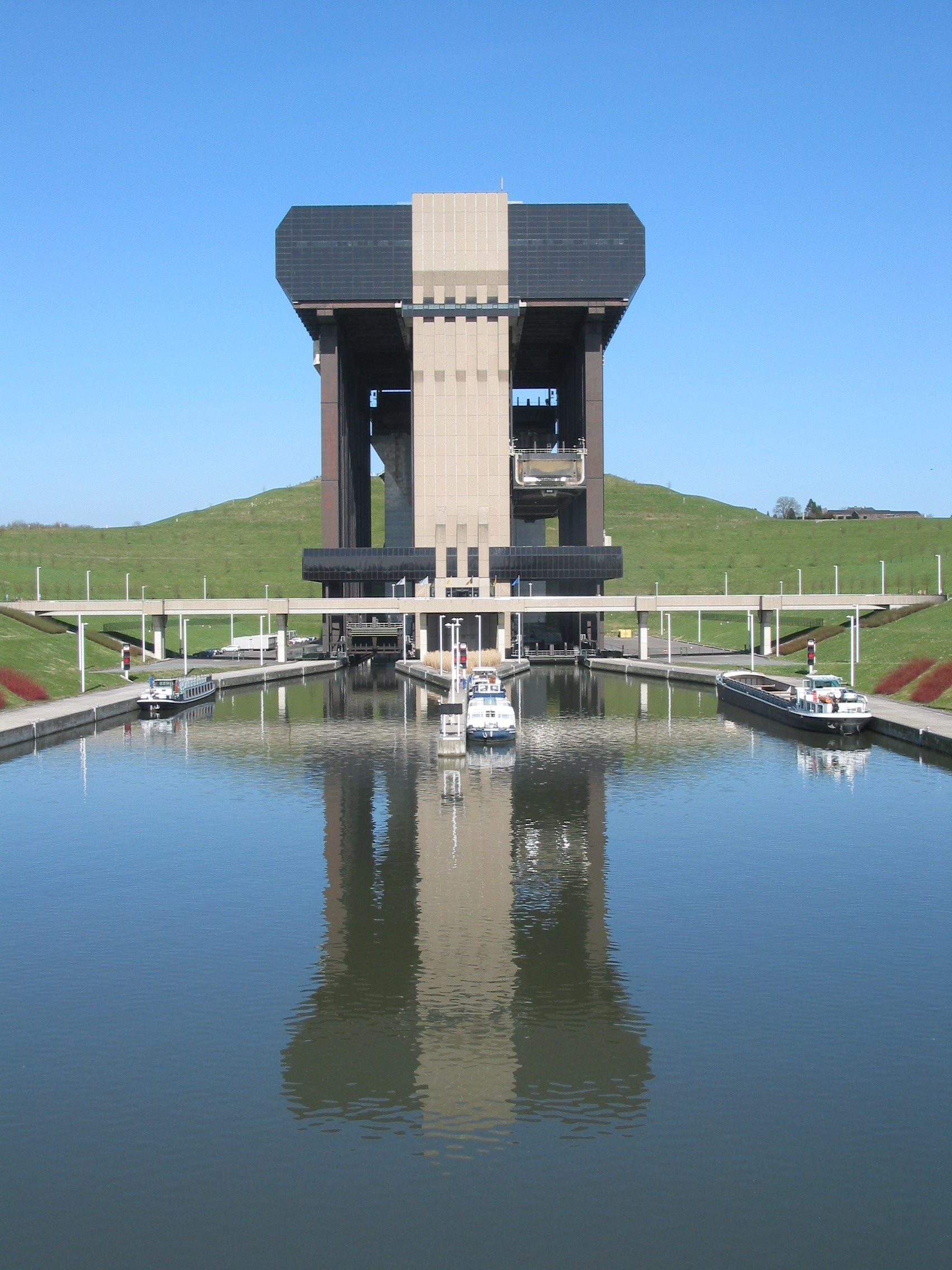
Ascenseur de Strépy-Thieu.

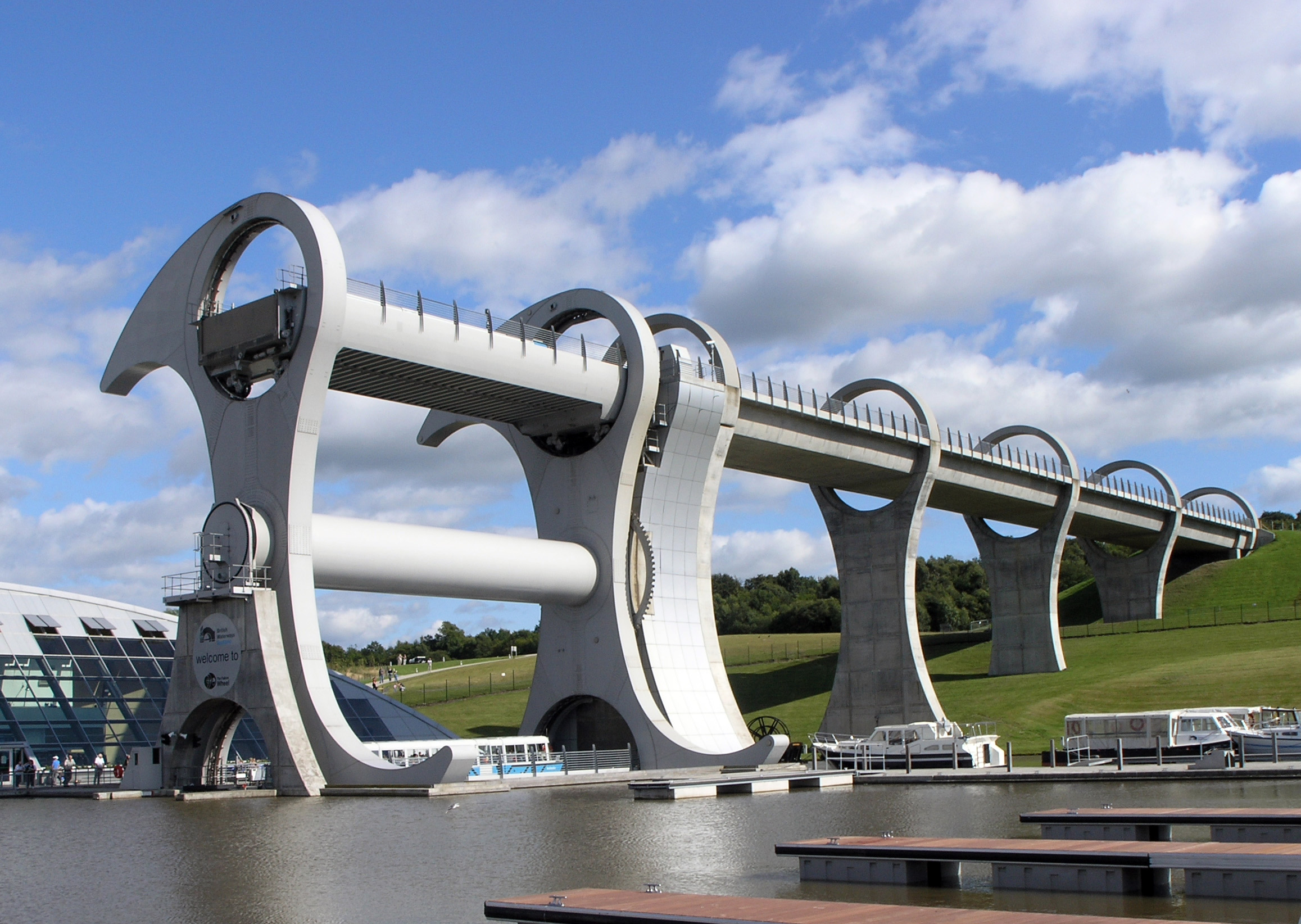
La Roue de Falkirk.

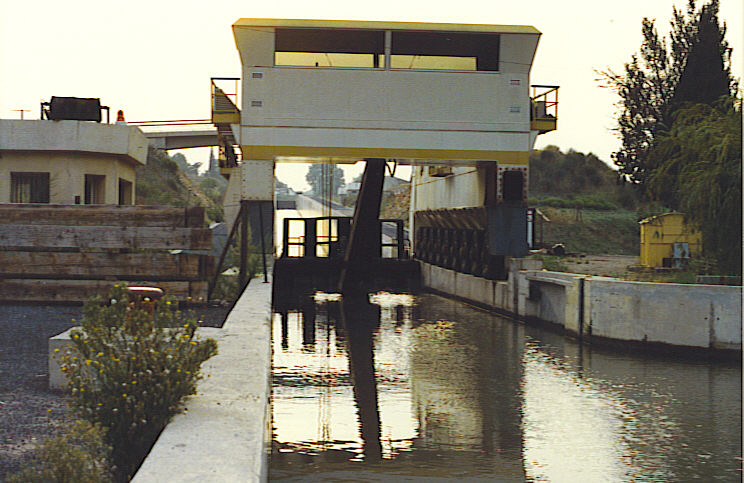
Pente d'eau de Fonséranes.

Cette liste inclut tout ouvrage à l'exclusion des écluses conventionnelles (techniquement des écluses doubles) et simples.

## Allemagne
- Ascenseurs à bateaux d'Henrichenburg
- Élévateur de bateaux de Niederfinow
- Ascenseur à bateaux du Rothensee (de)
- Ascenseur à bateaux de Scharnebeck
- Halsbrücke, Rothenfurther Kahnhebehaus (tub boat lift house)
- Großvoigtsberg, Christbescherunger Kahnhebehaus

## Belgique
- Ascenseurs à bateaux du canal du Centre à La Louvière et Le Rœulx
- Ascenseur de Strépy-Thieu au Rœulx
- Plan incliné de Ronquières

## Canada
- Ascenseurs à bateaux du Trent-Severn
  - Écluse-ascenseur de Kirkfield
  - Écluse-ascenseur de Peterborough
  - Ber roulant de Big Chute
  - Ber roulant Swift Rapids

## Chine
- Ascenseur à bateaux du barrage de Danjiangkou
- Ascenseur à bateaux du barrage de Geheyan
- Ascenseur à bateaux du barrage de Longtan
- Ascenseur à bateaux du barrage des Trois Gorges voir Barrage des Trois-Gorges (photo de l'ascenseur à l'avant-plan)
- Ascenseur à bateaux de Yantan
- Escalier d'eau du barrage des Trois Gorges

## France
- Ascenseur à bateaux des Fontinettes dans le Pas-de-Calais
- Pente d'eau des écluses de Fonséranes (ou de Béziers) sur le canal du Midi.
- Pente d'eau de Montech sur le canal de Garonne
- Ascenseur à bateaux SEMIDEP CIOTAT à La Ciotat (pour mise en cale sèche)
- Plan incliné de Saint-Louis-Arzviller en Lorraine sur le Canal de la Marne au Rhin
- Plan incliné de Beauval, entre la Marne et le canal de l'Ourcq, à côté de Meaux (disparu fin du XIXeme siècle)

## Japon
- Plan incliné du canal de Kamogawa à Fushimi
- Plan incliné du canal de Biwako à Kyoto

## Pologne
- Plans inclinés du canal d'Elbląg

## Royaume-Uni
- Ascenseur à bateaux d'Anderton
- Ascenseur à caisson du canal à charbon du Somersetshire
- Ascenseurs à bateaux du Grand Western Canal
- Ascenseur à bateaux de Tardebigge
- Ascenseurs à bateaux de Kelpie, projet Falkirk Helix
- Plan incliné de Blackhill, Canal de Monkland
- Plan incliné de Bridgetown, Canal de Bude
- Plan incliné de Hay
- Plans inclinés du canal de Dukart
- Plan incliné de Foxton
- Plan incliné de Hobbacott, Canal de Bude
- Plan incliné du canal de Ketley
- Plan incliné de Marhamchurch, Canal de Bude
- Plan incliné de Merrifield, Canal de Bude
- Plan incliné de Ridd, Canal de Rolle
- Plan incliné de Tamerton, Canal de Bude
- Plan incliné de Vealand, Canal de Bude
- Plan incliné de Trench
- Plan incliné de Windmill, Canal de Shropshire
- Plan incliné de Wrockwardine Wood, Canal de Shropshire
- Roue de Falkirk
- Brogborough Whirl proposed spiral inclined plane, Brogborough Hill
- Combe Hay Caisson lock
- Camden Lock, William Congreve's hydropneumatic lock
- Worsley Navigable Levels underground incline

## Russie
- Plan incliné de Krasnoïarsk

## États-Unis
- Les 23 plans inclinés du canal Morris (en)
- Le plan incliné du canal de South Hadley (en)
- Le plan incliné du Chesapeake and Ohio Canal